# Moreira Sales
Moreira Sales é um município brasileiro do Estado do Paraná. Fica situada na região de Goioerê, entre os rios Piquiri, Ivaí e Goioerê, no oeste paranaense. Fundada em 1960, sua população estimada em 2022 era de 11.175 habitantes.

## Etimologia
Moreira, sobrenome de origem geográfica. Vem do grego “morus” que significa “amoreira”, planta da família das moráceas, de cujas folhas se nutre o bicho-da-seda. (AN, ABHF). Sales, sobrenome de origem religiosa aplicado primitivamente a meninos chamados Francisco, em homenagem a São Francisco de Salles (1567-1622). Salles é o nome de um castelo da Sabóia, onde o santo nasceu. Derivado de ’Sallici, Salliz’’, patronímico de Sallo”, escrito antigamente “Salles”. 
O nome do município é uma homenagem ao antigo proprietário das terras onde hoje se encontra o Moreira Salles.

## História
Nos anos de 1950, muitas famílias circulavam pelo Paraná a procura de terras para comprar. João Moreira Salles comprou terras na região onde hoje se localiza o município, com o intuito de cultivar café nos férteis solos do oeste paranaense. Primeiramente enviou exploradores ao local, entre eles, Eurydes Romano, Hélio Moreira Salles e José Carlos Moreira Salles. O trabalho de derrubada da mata logo começou na Fazenda Moreira Salles.
Nyldes Arruda estava entre os escriturários contratados, a convite de Elias Karan, um dos primeiros povoadores da localidade. Nyldes, que posteriormente assumiu a gerência de armazéns em Goio-Erê, socorria a comunidade como médico e farmacêutico.
Hélio Bittencurt, Thelen e João Ducini foram os engenheiros que projetaram a cidade. Em 1953, João Moreira Salles fez a primeira visita às suas terras. A fazenda apresentou um grande desenvolvimento e, em 14 de dezembro de 1953 foi elevado à categoria de Distrito Judiciário, na comarca de Campo Mourão. Em 25 de julho de 1960, com a Lei Estadual nº 4.245, o município de Moreira Salles foi criado, desmembrando-se dos municípios de Goio-Erê e Campo Mourão.

## Meios de comunicação

### Radios
- Rádio Lara FM
- Rádio Panorama FM

### Jornais
- MS Notícias
- Voz do Povo
- Folha do Noroeste